# Erreur en droit civil français
Pour un article plus général, voir Erreur (droit civil).
En droit des contrats, l'erreur est une fausse représentation d'un élément du contrat par l'une des parties. La croyance de cette partie ne correspond pas à la réalité mais a tout de même entraîné la conclusion d'un contrat dès lors vicié. L'erreur est, avec le dol et la violence, l'un des trois vices du consentement.
La prononciation d'une nullité par le juge répond à deux logiques :
- assurer la sauvegarde de consentement de celui qui s'est trompé ;
- assurer une stabilité du contrat en ne permettant pas une annulation trop facile.

## Les différents types d'erreurs admises par la jurisprudence

### L'erreur-obstacle
« Ce n'est pas un contrat c'est un malentendu » (Planiol)
L'erreur-obstacle est d'une gravité telle qu'elle fait obstacle à la rencontre même des volontés.
Elle peut porter sur la nature du contrat (error in negotio) ou sur l'objet du contrat (error in corpore).
- Error in negotio : l'un pense louer un local pendant que l'autre versant des « loyers » pense acheter le bien (contrat de location et contrat de vente)
- Error in corpore : l'un vend sa voiture et l'autre pense acheter une moto (contrat de vente mais objet défaillant)

Ce type d'erreur entraine la nullité relative. 
Pour la jurisprudence, le contrat n'a jamais existé par effet de rétroactivité.

### L'erreur vice du consentement
- Il s'agit principalement d'une erreur sur les qualités essentielles de la chose. L'article 1133 du code civil français définit ce type d'erreur. Pour être considérée comme un vice du consentement, cette erreur doit donc tomber sur la substance même de l'objet. Entendue restrictivement, cela correspond à la matière dont la chose est faite. Progressivement, la jurisprudence a élargi cette conception, afin d'englober les qualités essentielles, c'est-à-dire une qualité de la chose qui était considérée par le contractant comme motivant son consentement. Trois conditions cumulatives sont nécessaires pour mettre en œuvre la nullité de ce type d'erreur :

1. Il faut prouver une erreur depuis la fameuse affaire Poussin[1]
2. Il faut prouver que cette erreur porte sur les qualités essentielles
3. Il faut prouver que cette qualité a été déterminante du consentement

- Il peut s'agir également d'une erreur sur la personne. En principe, cette erreur est indifférente sauf si le contrat a été conclu intuitu personae.

Pour être acceptée, l'erreur-vice du consentement doit être excusable, c'est-à-dire que l'analyse de la situation ne permettait pas au contractant de s'en apercevoir (ce critère est apprécié in concreto, la capacité de chaque personne variant selon ses connaissances personnelles, son âge, son métier, etc.).

### L'erreur indifférente
L'erreur indifférente est une erreur qui porte sur des caractéristiques secondaires de l'objet, non déterminantes de la formation du contrat. Elle n'est donc pas sanctionnée. Elle peut être sur la valeur ou sur les motifs du contrat. Si le motif du contrat a fait l'objet d'une stipulation expresse, alors exceptionnellement, l'erreur indifférente sera sanctionnée.

## La mise en œuvre de la sanction de l'erreur
Pour que la convention entachée par l'erreur soit annulée, l'erreur doit présenter le caractère d'excusable. L'errans (celui qui invoque l'erreur) ne sera pas protégé si on découvre qu'il avait des informations en sa possession ou qu'il aurait pu se les procurer facilement, afin de faire cesser cette erreur.
Depuis l'arrêt du Verrou de Fragonard, on dit que « l'aléa chasse l'erreur », c'est-à-dire qu'il ne faut pas qu'un aléa soit entré dans le champ contractuel pour que l'erreur soit sanctionnée.